# Nankau Prasad Mishra
Nankau Prasad Mishra (juli 1897 - onbekend) was in oktober 2004 voor zover bekend met 107 jaar de oudste gevangene ter wereld.
Nankau Prasad Mishra uit India werd in 1987 gearresteerd wegens dood door schuld van een dorpsgenoot, met wie hij ruzie had over een stuk grond. In 1995 werd hij veroordeeld tot zes jaar gevangenisstraf. De volgende jaren was hij vrij op borgtocht in afwachting van het hoger beroep. In 2003 werd hij in hoger beroep vrijgesproken, maar deze vrijspraak werd in augustus 2004 teruggedraaid. De rechter bepaalde dat de inmiddels 107 jaar oude man zes jaar gevangen moest zitten. Tussen augustus en november 2004 zat Nankau Prasad Mishra gevangen, grotendeels in een gevangenisziekenhuis.
Op 10 november 2004 werd de gevangenisstraf vanwege de hoge leeftijd opgeschort. Een definitief oordeel moest destijds nog geveld worden.